# Triunghi echilateral

Triunghi echilateral

Triunghiul echilateral este triunghiul cu toate laturile de lungime egală (congruente). În geometria euclidiană triunghiul echilateral este de asemenea echiunghiular (toate cele trei unghiuri interne sunt egale între ele, având câte 60°) și poligon regulat.

## Construcție geometrică

Construcția

Triunghiul echilateral se poate construi folosind numai rigla și compasul. Se trasează un cerc de rază r, se plasează vârful compasului într-un punct de pe cerc și se desenează un cerc de aceeași rază care trece prin centrul primului cerc. Cele două cercuri se intersectează în două puncte. Prin unirea celor două centre ale cercurilor cu unul din punctele de intersecție ale celor două cercuri se obține un triunghi echilateral.

## Proprietăți
Triunghiul echilateral are cele mai multe axe de simetrie dintre triunghiuri, anume trei. Poate fi reprezentat în planul complex prin puncte care sunt rădăcină a unității când centrul triunghiului este în originea axelor planului complex.
Medianele sunt și mediatoare, bisectoare și înălțimi.
Mijloacele laturilor formează un alt triunghi echilateral.
Distanțele de la un punct din interiorul triunghiului la laturi însumate egalează lungimea unei înălțimi (teorema lui Viviani).

Pentru orice punct interior P, suma lungimilor s + u + t egalează înălțimea triunghiului echilateral

### Mărimi asociate
- Înălțimea h este: {\displaystyle h={\frac {\sqrt {3}}{2}}l}
- Raza cercului circumscris este: {\displaystyle R={\frac {l{\sqrt {3}}}{3}}} ({\displaystyle l=R{\sqrt {3}}})
- Apotema este: {\displaystyle a={\frac {l{\sqrt {3}}}{6}}} {\displaystyle (a={\frac {R}{2}})}

- Perimetrul triunghiului echilateral:

{\displaystyle P=3l}
{\displaystyle P=3R{\sqrt {3}}} (unde R este raza cercului circumscris)
{\displaystyle P=6r{\sqrt {3}}} (unde r este raza cercului înscris)
- Aria triunghiului echilateral:

{\displaystyle A={\frac {l^{2}{\sqrt {3}}}{4}}}, {\displaystyle l} fiind lungimea laturii triunghiului

### Criterii de recunoaștere a unui triunghi echilateral
- Un triunghi isoscel cu un unghi de 60 de grade este echilateral.
- Triunghiul în care cel puțin două dintre cele patru centre (de greutate, ortocentru, centrul cercului înscris, centrul cercului circumscris) coincid este echilateral.

## Utilizare în diagrame ternare

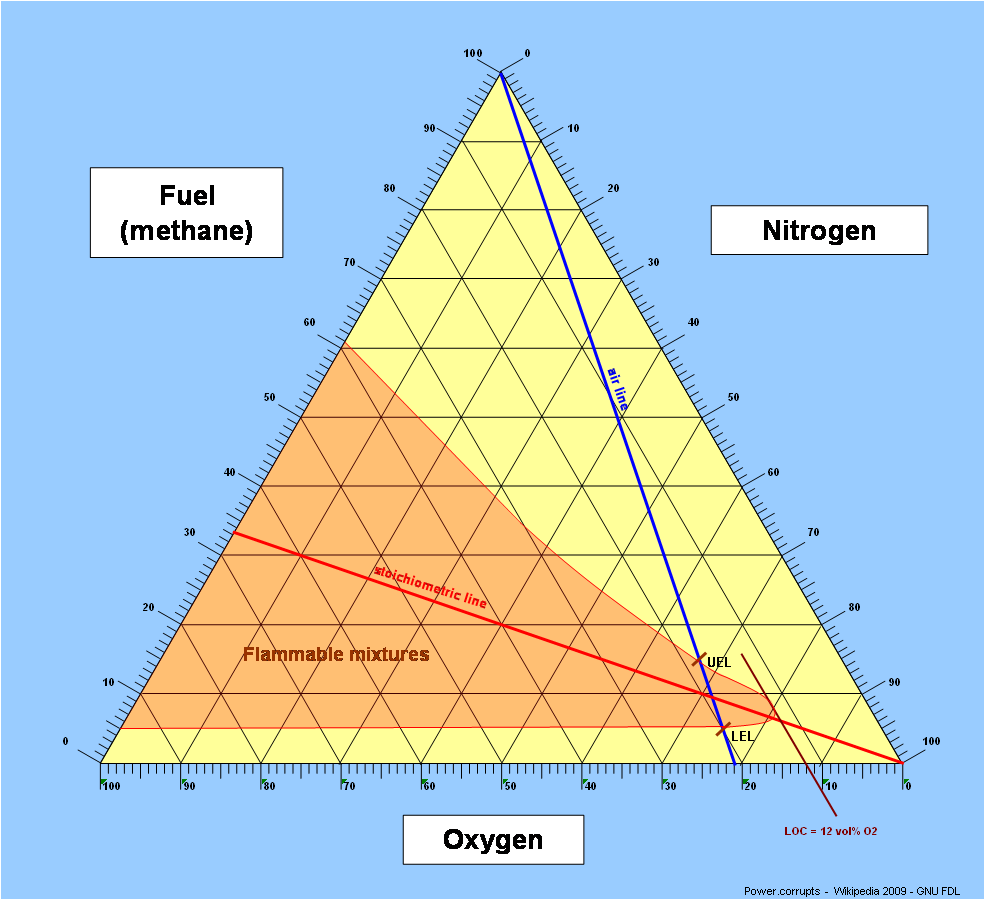
Diagrama de inflamabilitate a metanului

Triunghiul echilateral permite datorită egalității laturilor construirea diagramelor ternare în care se pot reprezenta trei mărimi cu suma constantă, cum ar fi diagramă de inflamabilitate.